# Become
Become is het debuutalbum van de Zweedse band Seventh Wonder, uitgebracht in 2005 door Lion Music.

## Track listing
1. "Day By Day" - 3:55
2. "Like Him" - 5:31
3. "The Damned" - 4:31
4. "Temple In The Storm" - 6:18
5. "Blinding My Eyes" - 3:50
6. "The Secret" - 4:15
7. "What I've Become" - 8:41
8. "In The Blink Of An Eye" - 7:38
9. "Day By Day (akoestisch)" - 6:26

## Band
- Andi Kravljaca - zanger
- Andreas Söderin - toetsenist
- Johan Liefvendahl - gitarist
- Andreas Blomqvist - bassist
- Johnny Sandin - drummer